# Liste der Monuments historiques in Brunoy
Die Liste der Monuments historiques in Brunoy führt die Monuments historiques in der französischen Gemeinde Brunoy auf.

## Liste der Bauwerke
| Bezeichnung               | Beschreibung | Standort                                           | Kennzeichnung | Schutzstatus | Datum | Bild |
| ------------------------- | ------------ | -------------------------------------------------- | ------------- | ------------ | ----- | ---- |
| Pierres Frittes           |              | (Lage)                                             | PA00087837    | Classé       | 1889  |      |
| Kirche St-Médard          |              | (Lage)                                             | PA00087836    | Classé       | 1981  |      |
| Menhirs de la Haute-Borne |              | 10, rue des Vallées (Lage)                         | PA00087838    | Classé       | 1977  |      |
| Obelisk                   |              | Avenue du Général-Leclerc Route nationale 6 (Lage) | PA00087839    | Classé       | 1934  |      |
| Pont de Perronet (Brücke) |              | Rue du Pont (Lage)                                 | PA00087840    | Classé       | 1991  |      |
| Pont de Soulins (Brücke)  |              | Rue de Soulins (Lage)                              | PA00087841    | Inscrit      | 1887  |      |

## Liste der Objekte
- Monuments historiques (Objekte) in Brunoy in der Base Palissy des französischen Kultusministeriums